# Pasi (Glagah)
Pasi is een bestuurslaag in het regentschap Lamongan van de provincie Oost-Java, Indonesië. Pasi telt 1400 inwoners (volkstelling 2010).